# Combeite
La combeite è un minerale, appartenente al gruppo della lovozerite, scoperto nel 1957 in campioni provenienti dal monte Shaheru, un vulcano nei pressi del monte Nyiragongo nella Repubblica Democratica del Congo (ex Zaire). Il nome è stato attribuito in onore di A.D. Combe del servizio geologico dell'Uganda.